# Platyallabes tihoni
Platyallabes tihoni – gatunek słodkowodnej ryby sumokształtnej z rodziny długowąsowatych (Clariidae), z monotypowego rodzaju Platyallabes, dla którego jest gatunkiem typowym. Poławiany w celach konsumpcyjnych.

## Zasięg występowania
Afryka: dolne dorzecze rzeki Kongo i basen Malebo. Przebywa w strefie dennej.

## Charakterystyka
Dorasta do ok. 50 cm długości całkowitej (TL). Biologia tego gatunku nie została poznana.